# Nässjö Centralstation
Nässjö Centralstation er en svensk jernbanestation, som ligger i Nässjö i Sverige.
| Jernbane | Spire Denne jernbaneartikel er en spire som bør udbygges. Du er velkommen til at hjælpe Wikipedia ved at udvide den. |

57°39′07″N 14°41′40″Ø / 57.6520833°N 14.6943056°Ø